# Mallinella mbamensis
Mallinella mbamensis là một loài nhện trong họ Zodariidae.
Loài này thuộc chi Mallinella. Mallinella mbamensis được Robert Bosmans & van Hove miêu tả năm 1986.